# The I-Land
The I-Land é uma série de televisão americana de ficção científica que teve sua estreia na Netflix em 12 de setembro de 2019.

## Elenco

### Regular
- Kate Bosworth como KC
- Natalie Martinez como Chase
- Alex Pettyfer como Brody
- Kyle Schmid como Moses
- Gilles Geary como Mason

### Recorrente
- Clara Wong como Carol

## Produção

### Desenvolvimento
Em 28 de setembro de 2018, foi anunciado que a Netflix havia dado à produção uma ordem de série para uma primeira temporada consistindo de sete episódios. Neil LaBute foi definido para servir como showrunner para a série, além de escrever e dirigir com Jonathan Scarfe também dirigindo e Lucy Teitler também escrevendo. Os produtores executivos devem incluir Chad Oakes e Mike Frislev, com Lucy Teitler e Jonathan Scarfe atuando como produtores co-executivos e Kate Bosworth atuando como produtora. A empresa de produção envolvida com a série é a Nomadic Pictures Entertainment.

### Seleção de elenco
Juntamente com o anúncio da encomenda da série, foi confirmado que Kate Bosworth, Natalie Martinez e Alex Pettyfer iriam estrelar a série. Em 4 de outubro de 2018, foi anunciado que Kyle Schmid havia sido escalado para o papel principal.